# Smolajny (gromada)
Smolajny (od 1 I 1958 Dobre Miasto)  – dawna gromada, czyli najmniejsza jednostka podziału terytorialnego Polskiej Rzeczypospolitej Ludowej w latach 1954–1972.
Gromady, z gromadzkimi radami narodowymi (GRN) jako organami władzy najniższego stopnia na wsi, funkcjonowały od reformy reorganizującej administrację wiejską przeprowadzonej jesienią 1954 do momentu ich zniesienia z dniem 1 stycznia 1973, tym samym wypierając organizację gminną w latach 1954–1972.
Gromadę Smolajny z siedzibą GRN w Smolajnach utworzono – jako jedną z 8759 gromad na obszarze Polski – w powiecie lidzbarskim w woj. olsztyńskim na mocy uchwały nr 16 WRN w Olsztynie z dnia 4 października 1954. W skład jednostki weszły obszary dotychczasowych gromad Smolajny i Praslity ze zniesionej gminy Piotraszewo, obszar dotychczasowej gromady Wichrowo ze zniesionej gminy Dobre Miasto oraz miejscowości Kunik i Kosyń wraz z obszarem lasów miejskich z miasta Dobrego Miasta w tymże powiecie. Dla gromady ustalono 13 członków gromadzkiej rady narodowej.
Gromadę zniesiono 1 stycznia 1958 w związku z przeniesieniem siedziby GRN ze Smolajn do miasta Dobrego Miasta i zmianą nazwy jednostki na gromada Dobre Miasto.